# Cooking Mama
Cooking Mama är titeln på ett spel avsett för Nintendo DS. Spelet släpptes i Europa den 8 december 2006. Spelet bygger på en samling minispel och liknar på så sätt WarioWare-serien. Spelet har fått två uppföljare den första med titeln Cooking Mama: Cook Off till Wii och den andra till Nintendo DS som heter Cooking Mama 2: Dinner with Friends.